# CopyCamp

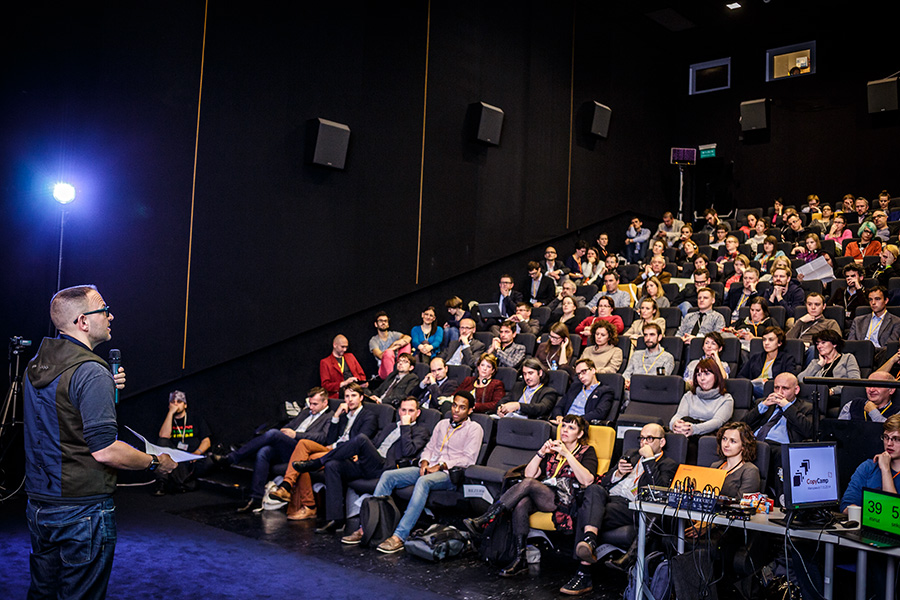
CopyCamp 2014 - Cory Doctorow

CopyCamp je mezinárodní konference věnovaná autorskému právu, pořádaná ve Varšavě organizací Modern Poland Foundation. Zástupci kulturních institucí, médií, tvůrčích odvětví, akademických, právních, politických organizací a nevládních organizací se každý rok shromáždí a diskutují o vlivu autorského práva na oběh kulturních statků a společenských změn, které se dějí po celém světě.

## Partneři a organizační zázemí
Strategickými partnery jsou Trust for Civil Society in Central and Eastern Europe, Google, Samsung Electronics a Stowarzyszenie Autorów ZAiKS. Mezi další partnery, kteří podporovali první tři ročníky konference, patřily Koalicja Otwartej Edukacji, Kronenberg Foundation, Copyright for Creativity a National Audiovisual Institute. Každý rok je akce organizována pod čestným patronátem polského Ministerstva státní správy a digitalizace a akademicky podporována Interdisciplinary Centre for Mathematical and Computational Modelling (Interdisciplinárním centrem matematického a počítačového modelování)]. Třetí ročník CopyCampu byl spolufinancován z Mezinárodního visegrádského fondu.

## Ročníky

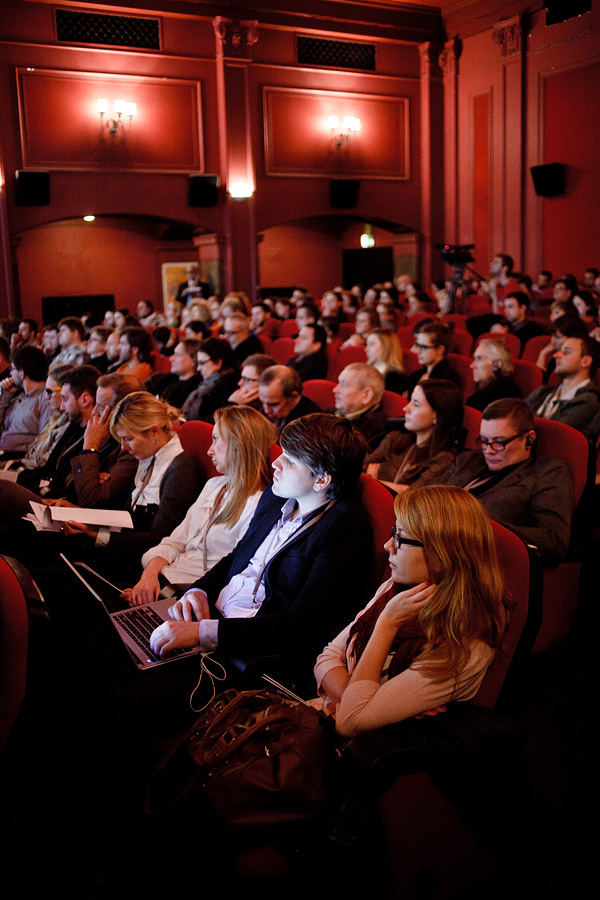
CopyCamp 2013

### CopyCamp 2012
Řečníky prvního ročníku pořádaného v roce 2012 v kině Kultura (Polsko) byli Nina Paley, Jan Błeszyński, Lidia Geringer de Oedenberg, Michał Kwiatkowski, Jarosław Lipszyc, Alek Tarkowski, Elżbieta Traple, Hieronim Wrona, Paweł Zalewski, a další.

### CopyCamp 2013
V roce 2013 se konference konala 1. října v kině Muranów (Polsko) a speciálním hostem byl Eben Moglen. Dalšími řečníky byli Edwin Bendyk, Barbara Fatyga, Wojciech Orliński, a další.

### CopyCamp 2014
3. ročník se konal 6. a 7. listopadu 2014 v kině Praha (Polsko) a hlavními řečníky byl Cory Doctorow a Birgitta Jónsdóttir spolu s osobnostmi jako Michał Boni, Lucie Guibault, Novika, Yngve Slettholm, Piotr Waglowski, Attila Szervác, Michał Wiśniewski, a další. Na třetím ročníku CopyCampu byla zvláštní pozornost věnována zemím z Visegrádské skupiny.

## Díla
Všechny umělecké a vědecké materiály, loga, fotografie, audio a video nahrávky jsou pod CC-BY-SA nebo kompatibilní licencí.